# Dödens skugga
Dödens skugga (engelska: The Shadow of Death) är en oljemålning av den engelske konstnären William Holman Hunt. Den målades 1870–1873 och är sedan 1883 utställd på Manchester Art Gallery. 
Hunt var influerad av Bibelns berättelser och gjorde tre resor till det Heliga landet för att uppnå hög autenticitet i sin konst. Dödens skugga tillkom under hans andra resa och skildrar Jesus som ung timmerman och snickare. Han sträcker ut sina armar på ett sätt så att hans skugga bildar ett krucifix bakom honom. Jungfru Maria avbildas knästående bakifrån när hon öppnar en kista innehållande gåvorna från de tre vise männen.